# John Higgins
John Higgins (født 18. maj 1975) er skotsk professionel snookerspiller og firdobbelt verdensmester i disciplinen fra 1998, 2007, 2009 og 2011.

## Biografi
John Higgins blev professionel som 17-årig i 1992 og vandt tre ranglisteturneringer i løbet af de første par år, lige som han nåede finalen i Masters-turneringen i 1995. De følgende år vandt han tre af de mest prestigefyldte turneringer, VM, UK Championships og Masters-turneringen, hvilket gav ham førstepladsen på verdensranglisten. 
I starten af 2000'erne var Higgins den førende snookerspiller, men da han blev far for første gang i 2001, mistede han gradvist koncentrationen, og han faldt tilbage på verdensranglisten. I sæsonen 2004-05 vendte han imidlertid stærkt tilbage og blev blandt andet den første spiller, der i en ranglisteturnering præsterede fire 100-breaks i træk i en kamp mod Ronnie O'Sullivan. Det gav også en rekord på 494 point uden scoringer af modstanderen.
Higgins genvandt VM i 2007 med en finalesejr på 18-13 over Mark Selby i den længste finale nogensinde, og samtidig genindtog han førstepladsen på verdensranglisten – hvilket han dog grundet sin indsats i hele sæsonen ville have gjort også med et nederlag i finalen.
Han vandt sit tredje VM-trofæ i 2009 ved at besejre Shaun Murphy i finalen med de overbevisende cifre 18-9. Han blev dermed den blot fjerde spiller, der har vundet tre VM-titler eller mere.
I maj 2010 kom Higgins i mediernes søgelys, da der blev afsløret hemmelige optagelser af, at han tilsyneladende overvejede at være med til at snyde med resultater af nogle kampe. Skønt han efterfølgende hævdede, at han havde udtrykt interesse for et tilbud om sådanne matchfixings, fordi han var bange for, at tilbuddet kom fra organiserede kriminelle, blev han efterfølgende suspenderet i et halvt år og fik en bøde på £75.000 for at bringe spillet i miskredit.
Han vendte tilbage til turneringerne i november samme år og viste straks sit høje niveau med flere gode resultater. Han afsluttede sæsonen på bedste vis, da han for fjerde gang vandt VM-titlen med en finalesejr på 18-15 over det unge talent Judd Trump.